# Dagmar Ojsteršek
Dagmar Ojsteršek, auch Dagmar Ojstersek-Mangone (* 1954 in Herford), ist eine deutsche Bildhauerin und Künstlerin. Sie lebt und arbeitet am Niederrhein.

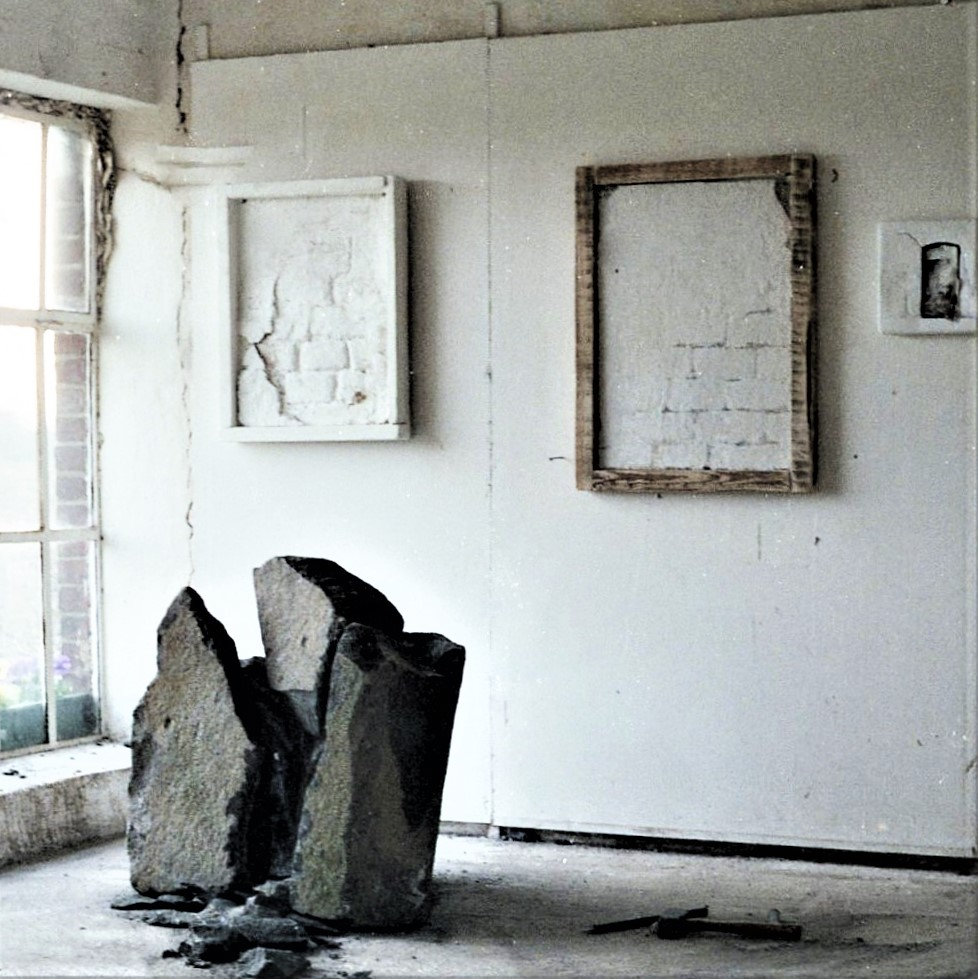
Atelier Arbeitssituation – Basalt gebrochen und gefügt

## Leben
Dagmar Ojsteršek wurde 1954 in Herford geboren. Auf dem Goethe-Gymnasium Düsseldorf entschied sie sich in der Oberstufe für den musischen Zweig und schrieb sich nach dem Abitur für Philosophie und Kunstgeschichte an der Universität zu Köln ein. Um Bildhauerei zu studieren, besuchte sie zunächst die Hochschule für Bildende Künste Braunschweig, dann die Kunstakademie Düsseldorf, die sie als Meisterschülerin verließ. 1982 bezog sie ihr erstes Atelier in Meerbusch-Büderich und 1996 ein Fachwerkhaus am Niederrhein, wo sie heute lebt und arbeitet.

## Werk

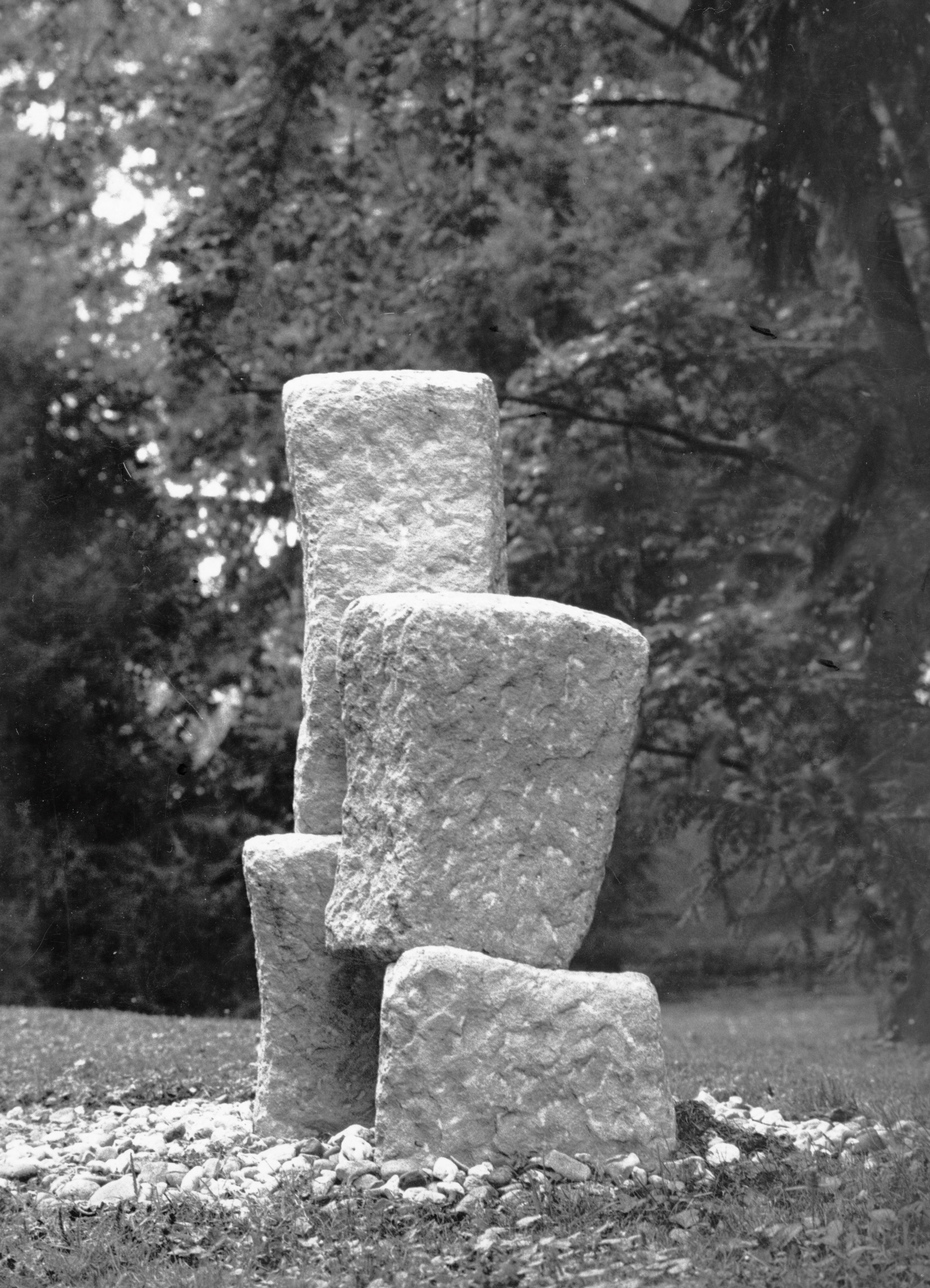
Muschelkalk 4teilig Schlosspark Neersen

Das Werk umfasst Skulpturen, Plastiken und Grafiken. Den Schwerpunkt bilden die Arbeiten in Stein. Horizontale und vertikale Blöcke werden nach dem trockenen Prinzip geschichtet. Stützend, tragend, und oftmals balancierend bilden mehrere Elemente zusammen ein Ganzes. Allen Arbeiten gemeinsam ist ein Engagement für die Natur und den Menschen.

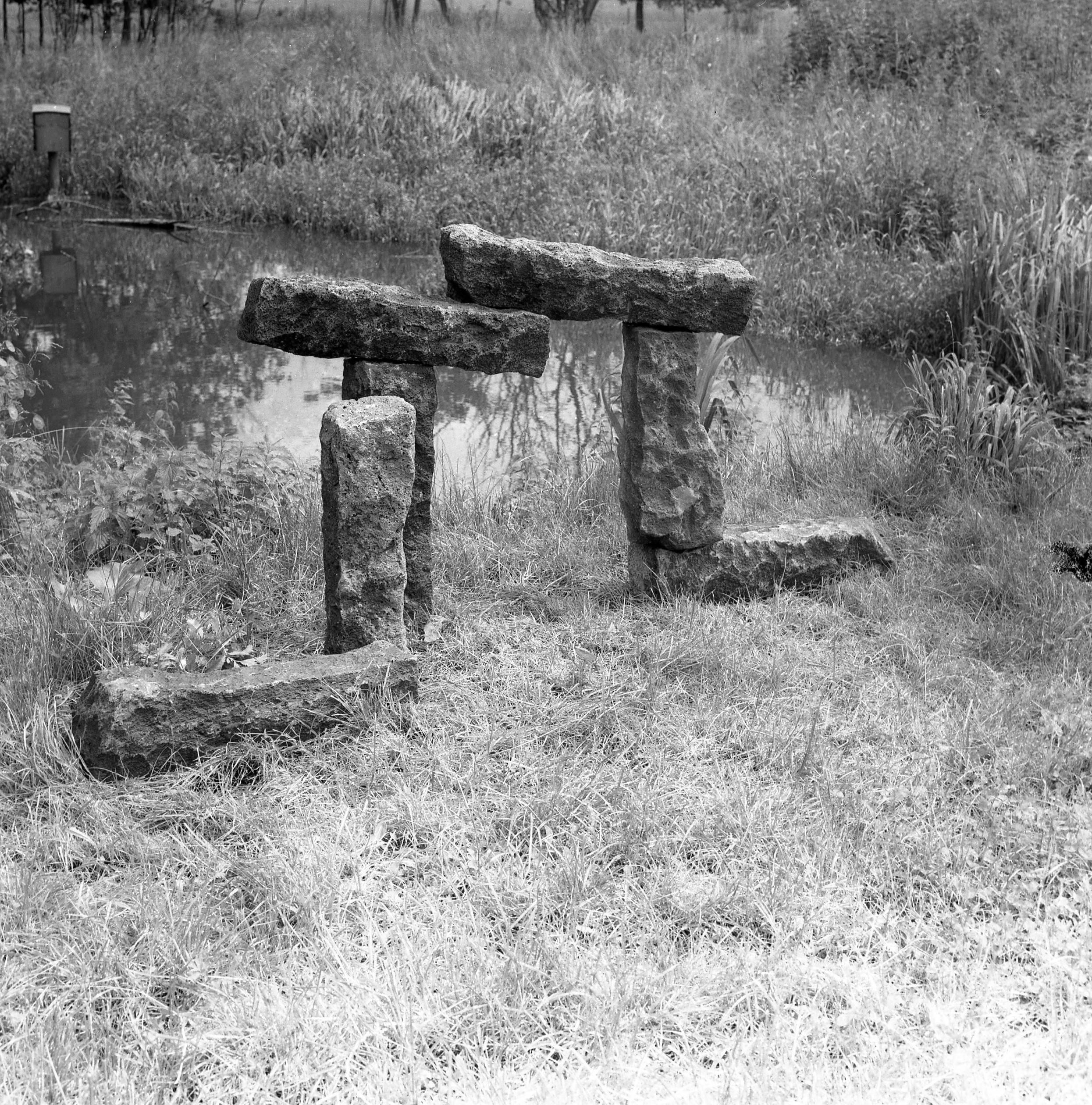
Basaltgruppe 7teilig

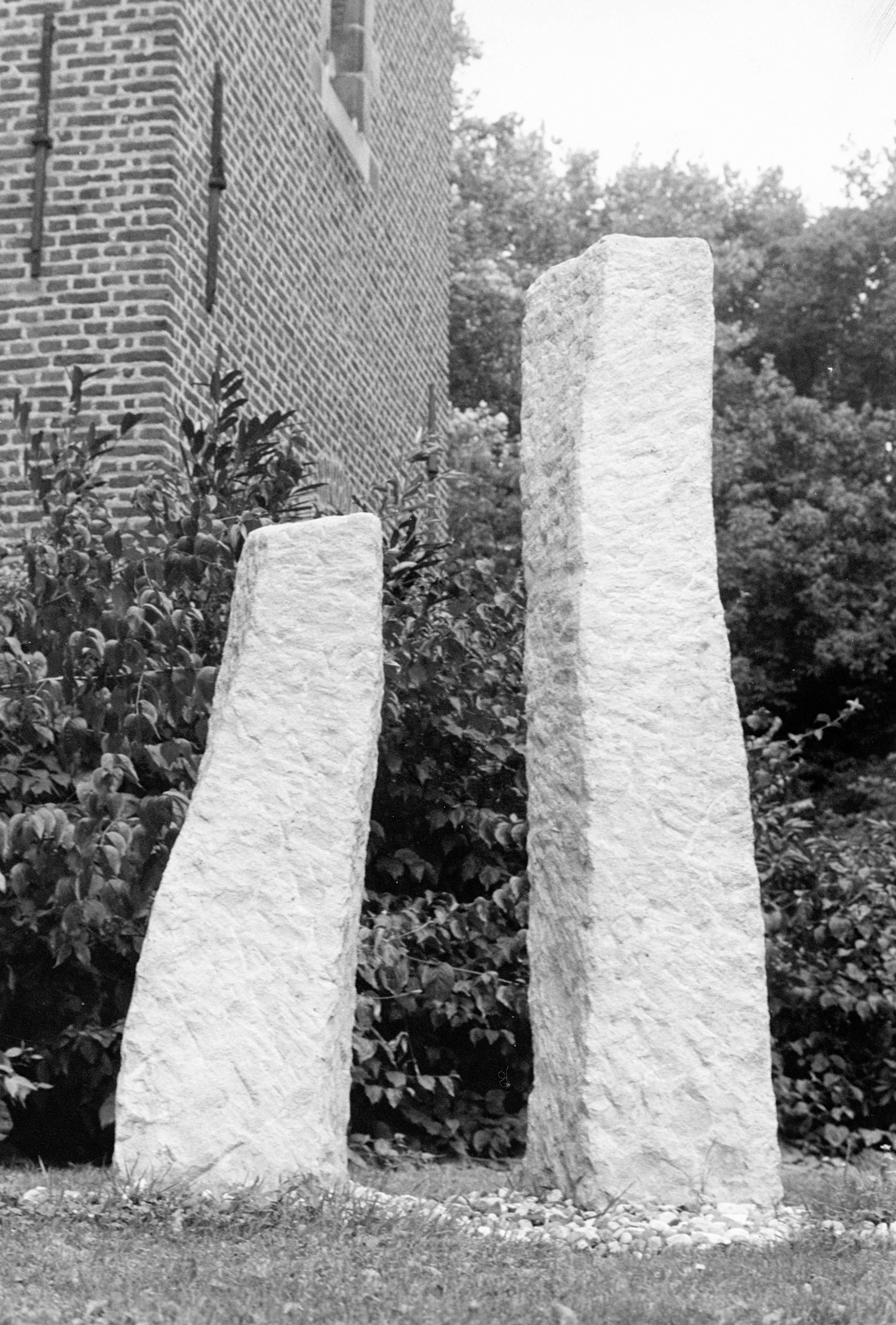
Muschelkalk 2teilig

## Ausstellungen (Auswahl)
- 1981 Große Düsseldorfer Kunstausstellung
- 1983 Kunstverein Bochum
- 1985 Jahresausstellung Düsseldorfer Künstler
- 1986 Kunsthaus Mettmann e.V. (Einzelausstellung)
- 1990 Kunstspektrum Düsseldorf
- 1993 Teloy-Mühle, Meerbusch-Lank
- 1994 Facetten KLANG-KUNST, Forum Wasserturm, Meerbusch
- 1994 Skulpturenpark Neersen (Einzelausstellung)
- 1995 ZEIT-TUNNEL, Düsseldorf
- 1995 Skulpturengarten Akki-Düsseldorf[1]
- 1996 Skulpturenpark Osterath
- 1996 FACETTEN’96, Meerbusch
- 1996 Temporäre Galerie Schloss Neersen (Einzelausstellung)
- 1996 Kulturzentrum Linköping (Schweden)
- 1998 Schlossscheune Fußgönheim (Einzelausstellung)
- 1999 Anrather Bildhauersymposium „Augenblicke für die Kunst“
- 2000 Kunst in der ehemaligen Fabrik Deuss & Oetker
- 2002 EUROGA 2002+ (dezentrale Landesgartenschau), Schlosspark Neersen
- 2005 Stahlwerk Becker
- 2008–2019 Umweltschutzpreis der Stadt Willich

## Arbeiten im öffentlichen Raum/Ankäufe
- 1994 Kulturstiftung NRW
- 1994/2008 Stadt Willich[2][3]
- 1996 Kulturzentrum Linköping (Schweden)
- 1996 Kreis Viersen